# Familier (esprit)
Pour les articles homonymes, voir génie et familier.
 (juin 2016).

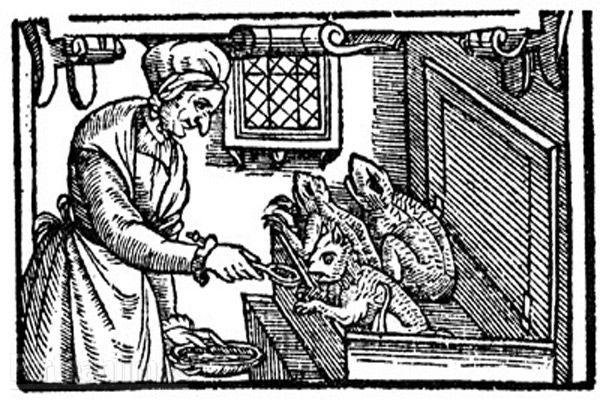
Une sorcière nourrissant ses familiers crapauds, gravure de la fin du XVIe siècle.

Un génie familier, démon familier ou tout simplement familier est, dans bon nombre de croyances d'Europe occidentale, une entité, animal ou esprit, parfois imaginaire et invisible, à laquelle les hommes s'adressent pour demander des conseils ou obtenir des services, en particulier liés à la sorcellerie. Les familiers peuvent servir leurs propriétaires comme domestiques, ouvriers agricoles, espions ou compagnons et les aider à ensorceler leurs ennemis, mais pas seulement puisqu'ils sont réputés pour inspirer les érudits, artistes et écrivains, à l'instar d'un esprit tutélaire ou d'une Muse. Le plus connu de ces génies familiers est le dæmon (δαίμων / daímôn) de Socrate, mais bon nombre d'érudits ont, au cours de l'histoire, fait référence à des entités de ce type, parfois sous le nom de bon génie ou esprit gardien. Les familiers sont aujourd'hui fortement liés à la pratique moderne de la sorcellerie, en particulier en Angleterre où il fait partie intégrante de la pratique. Son équivalent outre-Atlantique est le nagual.
Le concept du familier a été repris par les ouvrages inspirés de la fantasy moderne et notamment le jeu de rôle, où ces entités sont décrites comme des créatures de petite taille qui accompagnent les érudits et les magiciens.

## Étymologie
L'adjectif latin familiaris dérivé du substantif familia (« famille ») se rapportait à « ce qui fait partie de la maison ». Il aboutit à l'adjectif de l'ancien français famelier (attesté dès la seconde moitié du XIIe siècle) au sens de « ce qui fait partie de la famille ». Avant 1250, l'adjectif est refait en « familier » d'après le substantif famille,.

## Nature
Les génies familiers sont généralement décrits comme des esprits invisibles aux hommes, ainsi, Plutarque pensait que l'éternuement était une manifestation des génies. Certains auteurs pensaient au contraire que les génies familiers avaient une réalité physique. Dans les pratiques liées à la sorcellerie, il s'agit le plus souvent d'animaux de petite taille, auxquels sont attribués des pouvoirs surnaturels.
Les familiers sont plus fréquemment mentionnés dans la mythologie et le folklore d'Europe occidentale, quelques études à ce sujet faisant valoir que les familiers ne sont présents que dans les traditions de la Grande-Bretagne et la France. Selon Margaret Murray, trois catégories de familiers sont censées exister :
- les familiers de l'homme, partout en Europe occidentale ;
- les animaux divinatoires, essentiellement en Grande-Bretagne et en France ;
- les animaux malfaisants, seulement en Grèce.

## Ledæmonde Socrate

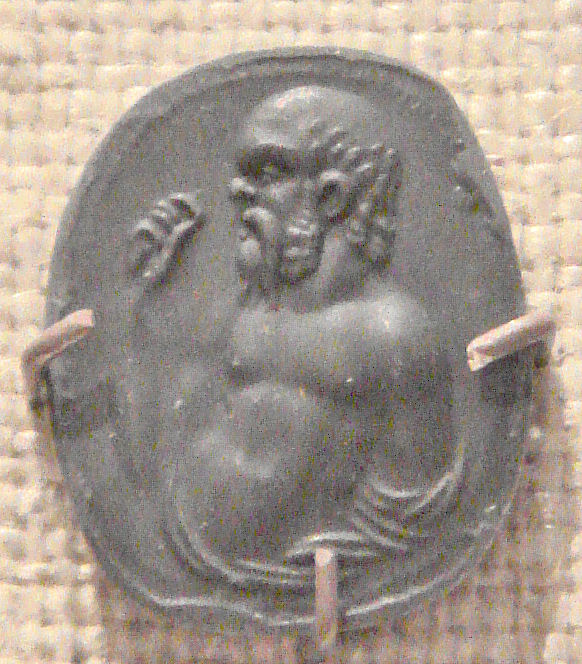
Représentation de Socrate, Rome.

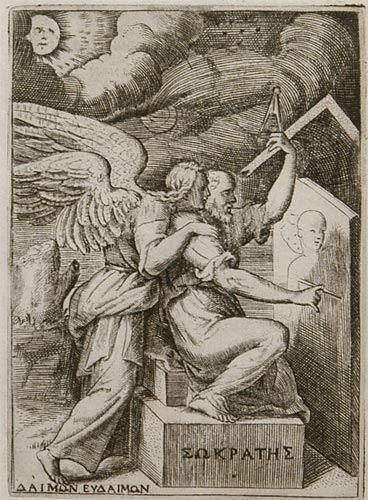
Représentation du daïmon de Socrate.

Socrate nomme daimonion (de δαιμόνιον / daimonion) une sorte de génie personnel qui lui souffle ses réponses lorsqu'il s'exprime sur un sujet. Ce génie personnel lui suggérait ses résolutions, et surtout ce qu'il ne devait pas faire. Ce daïmon lui aurait ainsi conseillé, un jour, de ne pas emprunter une certaine route. Le philosophe suivit son conseil tandis que ses compagnons restèrent. Un peu plus tard, ils furent bloqués par un troupeau de porcs et arrivèrent couverts de boue.
Ce daimonion se confond parfois et se distingue souvent des figures démoniques de Platon.

## Familier et sorcellerie

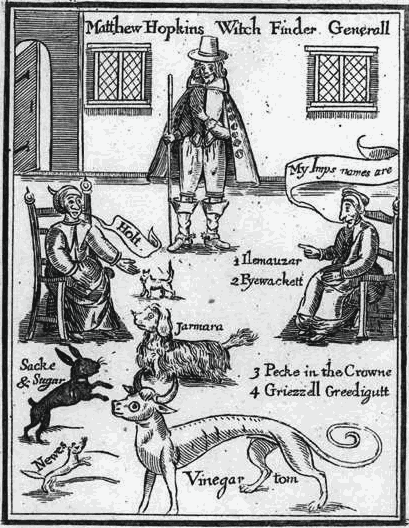
Frontispice de l'ouvrage The Discovery of Witches (1647) rédigé par le chasseur de sorcières Matthew Hopkins. Ce dernier figure au centre de la partie supérieure de la gravure tandis que deux prétendues sorcières, à gauche et à droite, identifient leurs familiers.

Des études sur le concept de familier ont mis en avant son côté démonologique et son lien avec la sorcellerie dans l'Europe moderne. L'étude des familiers a évolué à partir d'un sujet obscur, dans des revues folkloriques et des livres et revues populaires qui intègrent une discipline historiques avec des approches multi-disciplinaires comme l'anthropologie, l'histoire, et l'étude des femmes. James Sharpe a écrit un article sur les familiers de la sorcière dans The Encyclopedia of Witchcraft: the Western Tradition, et déclare que : « Les folkloristes ont commencé leurs investigations vers le XIXe siècle [et] ont constaté que les familiers figuraient en bonne place parmi les idées sur la sorcellerie. » Dès les années 1800, les folkloristes ont enflammé l'imagination des érudits qui, dans les décennies à suivre, écrivirent des ouvrages descriptifs sur les sorcières et les familiers.
La publication scientifique du folklore a toujours contribué à plusieurs articles sur les croyances traditionnelles en Angleterre et au début de l'Europe moderne. Dans les premières décennies des années 1900, les familiers étaient mentionnés superficiellement sous le nom de niggets, qui étaient décrits comme des « bestioles ou des choses que les sorcières gardent tout le temps avec elles ».
Margaret Murray a effectué un grand nombre de travaux controversés sur le sujet à partir d'un champ constitué, au mieux, de potins et d'ouï-dire dans une branche d'étude légitime de l'Europe du début des temps modernes. Elle se penche sur les variations du familier trouvées dans les pratiques de sorcellerie. Bon nombre des sources qu'elle emploie sont des documents de première instance et les textes démonologique de l'Angleterre au début de l'ère moderne. En 1921, Murray a publié The Witch Cult in Western Europe, et ses informations concernant le familier viennent essentiellement de procès de sorcellerie en Essex dans les années 1500 et 1600.
La plupart des données concernant les familiers en sorcellerie viennent de l'Angleterre et des transcriptions des procès de sorcières écossaises, organisés pendant les XVIe et XVIIe siècles. Les cas des tribunaux anglais reflètent une forte relation entre les accusations de sorcellerie contre ceux qui pratiquaient les anciennes traditions autochtones, y compris l'animal familier/esprit.
Aux Antilles, le concept d'esprit familier n'est pas étranger à la plupart des familles. Lorsqu'une personne pratique le kimboi, avant de partir, elle doit transmettre cet esprit à un membre de la famille. Les Églises issues de la Réforme invitent leurs fidèles à être libérés des esprits familiers.

## Familiers et propagande politique

### HenriIII
Durant les guerres de Religion et particulièrement à la suite de l'assassinat du duc de Guise commis sur ordre du roi Henri III, de nombreux pamphlets ligueurs calomnient le souverain et ses mignons en leur prêtant des relations démoniaques. L'un de ces libelles, Choses horribles contenues en une lettre envoiée à Henri de Valois par un enfant de Paris le 28e Janvier 1589, accuse le monarque d'avoir reçu un génie familier dénommé Terragon ou Teragon, anagramme inversé et transparent du nom de famille du favori Jean-Louis de Nogaret, duc d'Épernon,,. L'historien Nicolas Le Roux relève que la figure de l'inversion « tradui[t] symboliquement la perversion des mœurs prêtée » à Henri III et son mignon.
Le pamphlétaire de la Sainte Ligue ajoute que Teragon, nourri à l'école du sultan turc Soliman, aurait connu charnellement une prostituée dans la « chambre secrète », autrement dit le cabinet du roi. La fille de joie n'aurait pas supporté le contact brûlant de la créature.

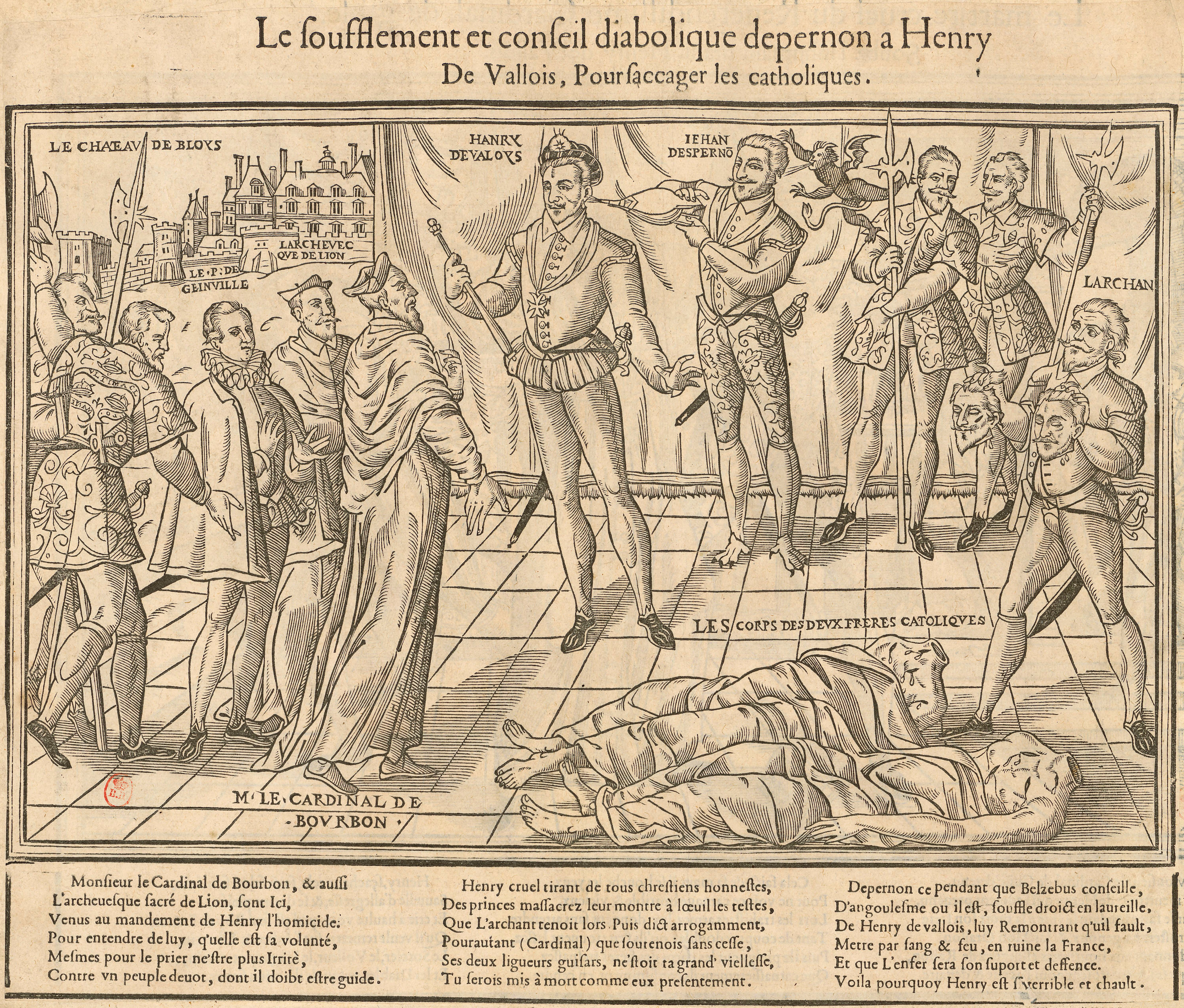
Un diablotin souffle à l'oreille du duc d'Épernon, doté lui-même de pattes démoniaques. Au moyen d'un soufflet, le mignon attise à son tour la fureur du roi Henri III contre les catholiques. Les corps du duc de Guise et de son frère gisent au pied du monarque[16]. Gravure sur bois, fin du XVIe siècle.

### Prince Rupert
Pendant la guerre civile anglaise, le général royaliste Rupert du Rhin est la cible fréquente de la propagande des Têtes rondes. Ainsi, le prince se fait accompagner au combat par son chien, un caniche blanc nommé Boy (en) (ou Boye) que les partisans du Long Parlement créditent de pouvoirs surnaturels.
En retour, le poète John Cleveland ainsi que d'autres satiristes royalistes raillent la crédulité de leurs ennemis en dépeignant ironiquement l'animal comme le familier démoniaque et invulnérable de Rupert, capable de dénicher des trésors et d'attraper dans sa gueule les balles destinées à son maître.
Le 2 juillet 1644, le chien périt lors de la bataille de Marston Moor. Sa fin est représentée dans de multiples gravures de l'époque.

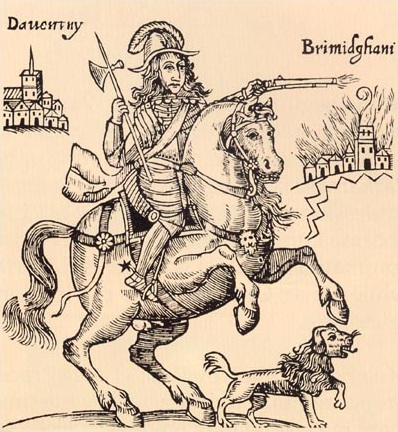
Représentation du prince Rupert du Rhin et son « familier », le caniche Boy (en), dans un pamphlet intitulé The Cruel Practices of Prince Rupert, 1643.

### NapoléonIer

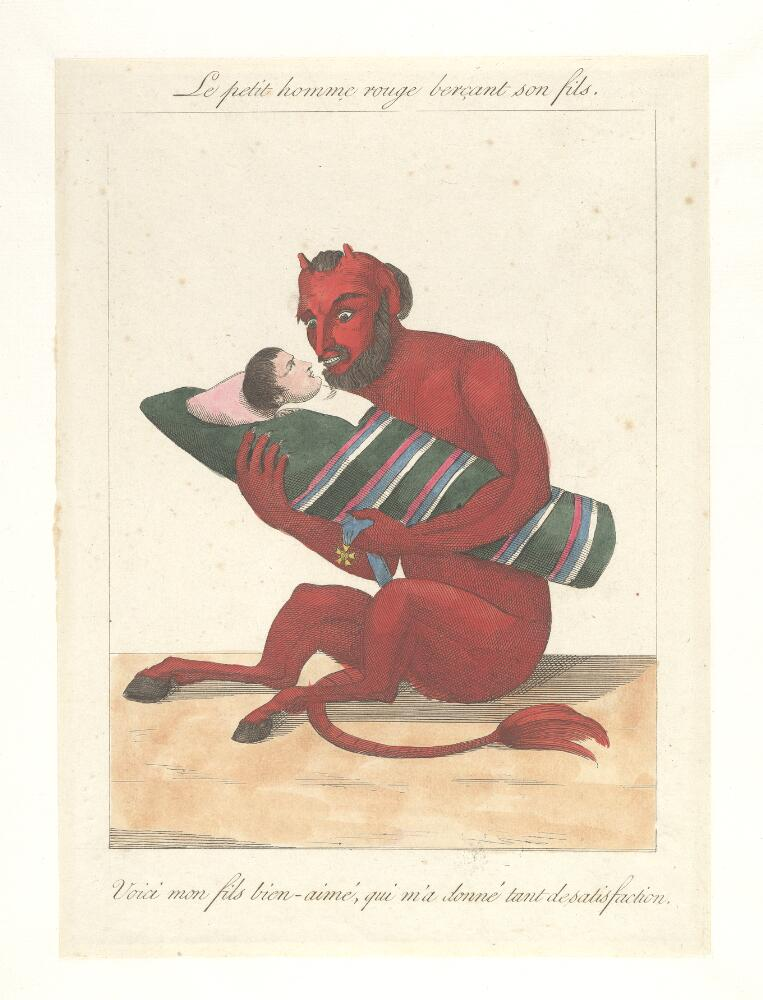
Le petit homme rouge berçant son fils, gravure à l'eau-forte, coloriée.

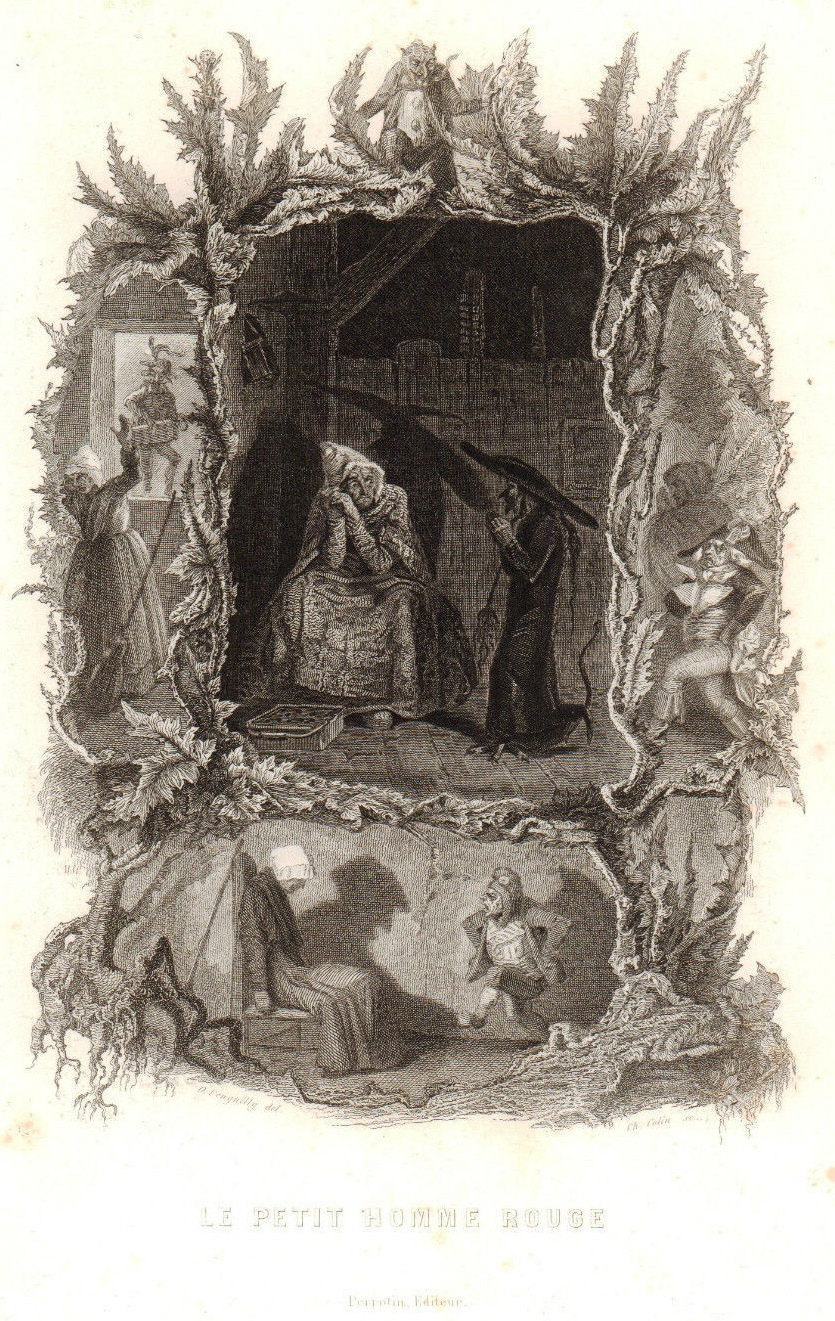
Le petit homme rouge, gravure illustrant le poème de Béranger, XIXe siècle.

Des estampes,, et des pamphlets dépeignent Napoléon Ier bercé par « le petit homme rouge », autrement dit le diable.
Le Malin aurait ainsi prodigué des conseils militaires et prédit l'avenir à l'empereur, en lui annonçant ses victoires d'Austerlitz, Wagram, Friedland et Iéna, en sus d'évoquer son parcours entier, chute et exil inclus,,,.
En 1831, aux débuts de la monarchie de Juillet, la cartomancienne Marie-Anne Lenormand publie un pamphlet intitulé Le petit homme rouge aux Tuileries où elle incite le roi Louis-Philippe Ier à ne pas se détourner des principes de la Révolution française,.
La tradition décrit le petit homme rouge comme un spectre ou un diablotin qui hante le palais des Tuileries et apparait ponctuellement aux souverains français successifs afin d'annoncer la fin brutale de leur règne ou quelque autre présage désastreux,. Cette légende est reprise dans plusieurs ouvrages,, ainsi que dans une chanson de Béranger.

## Divers
Le pape Benoît IX, élu en 1033, et le pape Alexandre VI, élu en 1492, étaient réputés s'adresser à des génies familiers. Celui d'Alexandre VI serait passé au service de César Borgia par la suite. Un moine de l'abbaye de Cîteaux passait aussi pour avoir un familier qui l'aidait à ranger ses affaires et aurait été exclu par l'abbé pour cette raison. Au XVIe, le démonologue Jean Bodin évoquerait un homme dont le familier lui donnant des coups sur l'oreille gauche lorsqu'il faisait une erreur ou pour le prévenir des mauvaises intentions.
L'alchimiste Paracelse aurait évoqué la présence de ce genre de créature plusieurs fois. Son génie familier lui aurait servi de valet et de secrétaire ; il le gardait caché dans le pommeau de son épée et ne s'en séparait jamais. Cornelius Agrippa en évoquerait un également. Le mathématicien Jérôme Cardan prétend aussi qu'il avait reçu l'une de ces entités de son père et qu'elle s'adressait à lui pendant ses rêves pour lui souffler des conseils. Ses talents, son savoir et ses meilleures idées en seraient issues. Le comte de Saint-Germain aurait également reçu des conseils d'un génie familier.
L'écrivain Robert Louis Stevenson appelait ses génies familiers « Bons Brownies » et explique que « ce sont eux qui faisaient la moitié de son travail pour lui tandis qu'il dormait ».

## Notes et références

The Love Potion (« le philtre d'amour »), par Evelyn De Morgan (1903).
Au pied de la sorcière se tient son esprit familier représenté sous la forme d'un chat noir.

### Sources primaires
- Platon, Le Banquet, Gallimard, 1950.
- Apulée, À propos du Dieu de Socrate, Les Belles Lettres, 1973.
- Plutarque, Du démon de Socrate.

#### Études
- Marieke van Acker, « Le syncrétisme des êtres mythiques : les avatars linguistiques du « daimonion » de Socrate », dans Daniel Acke et Arthur Chimkovitch (dir.), Du syncrétisme des figures mythographiques en littératures française et européenne, Bruxelles, VUBPress, 2007, 198 p. (ISBN 978-90-5487-431-7), p. 143-170.
- Jean-Patrice Boudet, « Deviner dans la lumière : note sur les conjurations pyromantiques dans un manuscrit anglais du XVe siècle », dans Sophie Cassagnes-Brouquet, Amaury Chauou et Daniel Pichot (dir.), Religion et mentalités au Moyen Âge : mélanges en l'honneur d'Hervé Martin, Rennes, Presses universitaires de Rennes, coll. « Histoire », 2003, 611 p. (ISBN 2-86847-802-6, lire en ligne), p. 523-530.
- Jean-Patrice Boudet, Entre science et nigromance : astrologie, divination et magie dans l'Occident médiéval (XIIe-XVe siècle), Paris, Publications de la Sorbonne, coll. « Histoire ancienne et médiévale » (no 83), 2006, 624 p. (ISBN 978-2-85944-544-7, présentation en ligne, lire en ligne).
- Jean-Patrice Boudet (dir.), Philippe Faure (dir.) et Christian Renoux (dir.), De Socrate à Tintin : Anges gardiens et démons familiers de l’Antiquité à nos jours, Rennes, Presses universitaires de Rennes, coll. « Histoire », 2011, 332 p. (ISBN 978-2-7535-1388-4, présentation en ligne, lire en ligne).
- (en) Richard Kieckhefer, Magic in the Middle Ages, Cambridge, Cambridge University Press, 2014, 2e éd. (1re éd. 1989), 240 p. (ISBN 978-1-107-43182-9, présentation en ligne).
- Claude Lecouteux (préf. Régis Boyer), Fées, sorcières et loups-garous au Moyen Âge : histoire du double, Imago, 1996 (1re éd. 1992), 227 p. (ISBN 2-902702-70-1, présentation en ligne).
- Claude Lecouteux (préf. Régis Boyer), Démons et génies du terroir au Moyen Âge, Paris, Imago, 1995, 218 p. (ISBN 2-902702-88-4 et 978-2-902702-88-6, présentation en ligne).
- Claude Lecouteux (préf. Ronald Grambo), La maison et ses génies : croyances d'hier et d'aujourd'hui, Paris, Imago, 2000, 202 p. (ISBN 2-911416-41-4, présentation en ligne).
- (en) Emma Wilby, Cunning Folk and Familiar Spirits : Shamanistic Visionary Traditions in Early Modern British Witchcraft and Magic, Brighton, Sussex Academic Press, 2005, 320 p. (ISBN 978-1-84519-078-1 et 978-1-84519-079-8, présentation en ligne).

#### Essais
- Helena Blavatsky, Glossaire théosophique, Adyar, 1981. « Le Dæmon de Socrate est la partie incorruptible de l'homme, ou plutôt le véritable homme intérieur que nous appelons Nous ou l'Ego rationnel divin. De toute façon, le Dæmon (ou Daimon) du grand Sage n'était sûrement pas le démon de l'enfer chrétien ou de la théologie chrétienne orthodoxe. »
- Édouard Brasey, La Petite Encyclopédie du merveilleux, Paris, Éditions Le Pré aux clercs, 14 septembre 2007, 435 p. (ISBN 978-2-84228-321-6), p. 32-33.

#### Audio
- Vinciane Pirenne-Delforge, « Dieux, Daimones, Héros », sur Cours du Collège de France (France Culture), 2019.